# 안톤 히센
안톤 히센(Anton Hysén, 1990년 12월 13일 ~ )은 스웨덴의 축구 선수이다. Utsiktens BK에서 활동중이며, 이 팀의 코치는 아버지 글렌 히센이다. 히센은 원래 스웨덴 U-17 멤버 BK 회켄 육성 계약을 2007-2009년에 맺고 있었지만, 부상으로 Utsiktens BK로 이적했다. 형제로 토비아스 히센, 알렉산데르 히센 또한 축구 선수이다. 선수생활 외에도 댄스 형식의 서바이벌 프로그램인 《댄싱 위드 더 스타》의 스웨덴 버전인 《Let's Dance》의 7번째 시즌에서 우승하였다. 공식적으로 게이로 커밍아웃 한 사람으로써는 최초이다.

## 사생활
히센은 2011년 3월 스웨덴의 축구 매거진 "Offside"에서 게이임을 공표하였다. 타블로이드 신문 데일리 메일은 "스웨덴의 유력한 축구 선수 최초로 동성애자임을 공표한 인물"로 1990년 저스틴 패샤누에 이어 축구의 프로 선수 공표 사례로 보도되었다. BBC는 히센의 행동에 대해 "세계적으로 이례적인 일"이라고 보도하였다.
히센은 2011년 3월 9일 스웨덴 방송국 TV4에서 방영된 Lennart Ekdal가 사회를 맡은 "Får även bögar spela fotboll?" (동성애자도 축구를 할 수 있습니까?) 라는 특집 프로그램에도 소개되었다.
히센은 축구와 병행하여 건설 노동자로 아르바이트도 하고 있다.